# Wang Lin
Dans ce nom, le nom de famille, Wang, précède le nom personnel.
Wang Lin, chinois simplifié : 王琳, est une joueuse professionnelle de badminton. Le 29 août 2010, elle s'impose, pour la première fois de sa carrière, en finale des championnats du monde face à sa compatriote  Wang Xin en 3 sets.

## Carrière professionnelle

### Palmarès

#### Compétitions internationales
| Rang                    | Année | Lieu            |
| ----------------------- | ----- | --------------- |
| Championnats du monde : |       |                 |
| 1                       | 2010  | Paris, France   |
| 3                       | 2009  | Hyderâbâd, Inde |

#### Tournois internationaux
| Rang               | Année | Tournoi           |
| ------------------ | ----- | ----------------- |
| BWF Super Series : |       |                   |
| 2                  | 2009  | Open de France    |
| 2                  | 2009  | Masters de Chine  |
| 3                  | 2009  | Open du Japon     |
| 3                  | 2009  | Open de Hong Kong |